# Castillo de Caudete

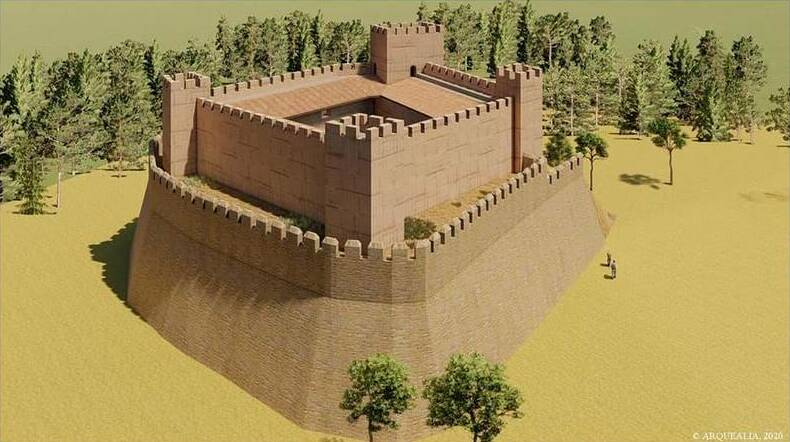
El castillo en el (recreación)

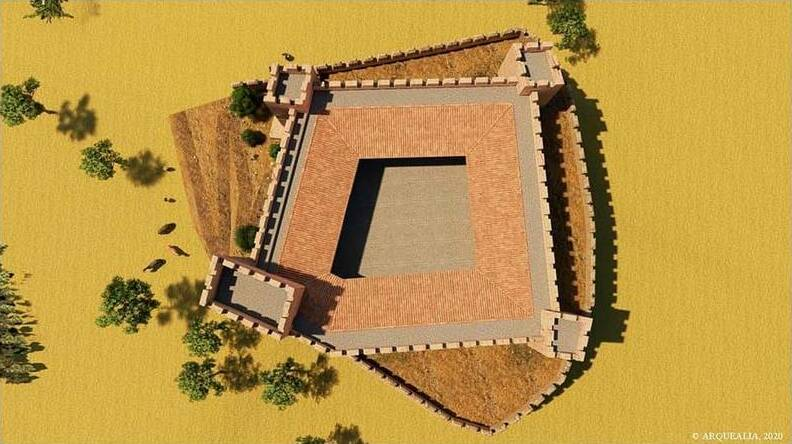
Planta del castillo en el (recreación)

El castillo de Caudete es una fortaleza de origen medieval que se encuentra en la localidad albaceteña de Caudete. 

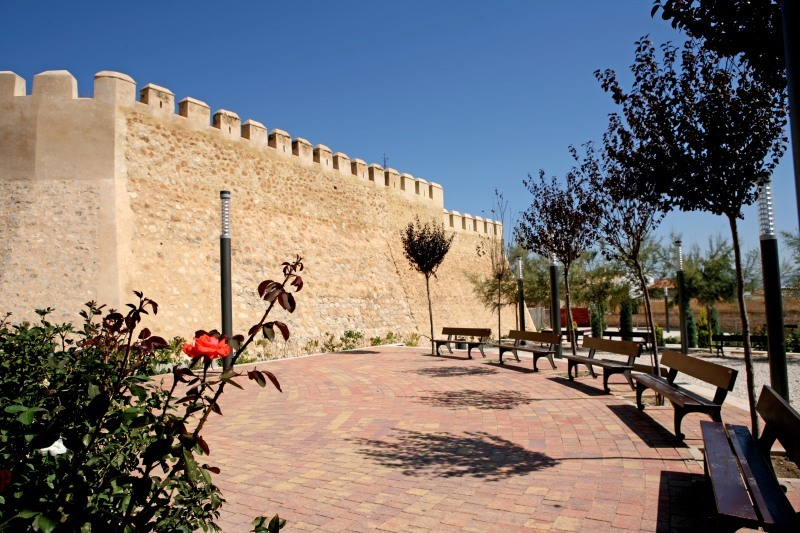
Parque de los Reyes Católicos

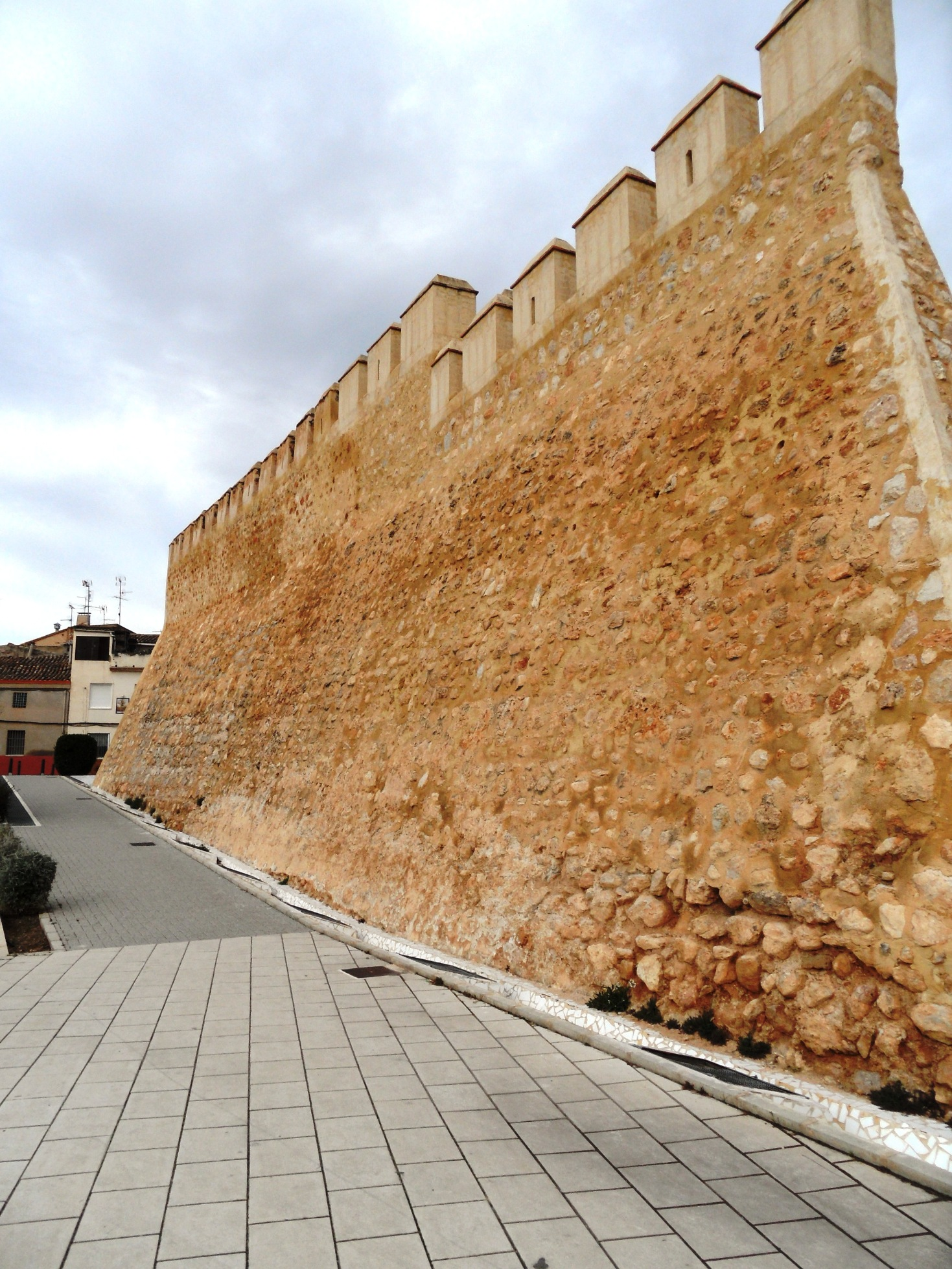
Muro de contención meridional del Castillo

## Historia
El castillo de Caudete es una fortaleza de origen islámico levantada sobre un cerro en el centro de la población. El edificio original se levantó en el siglo XII en el extremo noroccidental del actual Barrio de la Villa en el tiempo que llegaron los almohades a Al-Ándalus, que ordenaron la construcción de esta fortaleza posiblemente sobre una edificación anterior de la época de los segundos reinos de Taifa.
No obstante, el castillo que ha llegado hasta nosotros se corresponde plenamente con la época cristiana, siendo un edificio de uso señorial que fue utilizado como residencia de los señores de Caudete y como centro de poder y administración del señorío homónimo.
Desde el castillo partía el muro que rodeaba la villa, en el cual se abrían tres puertas:
- Puerta de Murcia: ubicada junto al castillo, en la actual Calle del Santísimo Sacramento.
- Puerta de la Villa: en el extremo oriental del recinto murado, en la actual Avenida de la Virgen de Gracia.
- Puerta de Valencia: en el extremo occidental del recinto murado, era la puerta principal de la villa y daba acceso directo a la plaza mayor. Se ubicaba en el lugar que actualmente ocupan los arcos de la Lonja, cerrando la Plaza de la Iglesia.

En 1356 estalló la Guerra de los Dos Pedros entre Aragón y Castilla, y al ser Caudete localidad fronteriza entre estos dos reinos fue uno de los municipios que más padeció los efectos de la guerra. Fue durante este conflicto bélico cuando el primitivo castillo perdió la totalidad de sus originales formas andalusíes. En 1369 la guerra acabó sin una victoria clara por ninguna de las partes, si bien puede considerase vencedor a Enrique II de Castilla, que tras matar a su hermano Pedro I el Cruel llegó al trono castellano instaurando la dinastía de los Trastámara. Enrique de Trastámara corrió con los gastos de las reparaciones causadas por la contienda, siendo el Castillo de Caudete una de estas construcciones reparadas por los castellanos. Por ello, los restos que han llegado a nuestros días son los que proceden de la reconstrucción que se llevó a cabo en el siglo XIV.
En 1422 el último señor de Caudete, Garcia Jofré de Lisón, vendió la villa al rey Alfonso V de Aragón, perdiendo en ese momento el edificio su uso residencial pero manteniéndose como elemento militar.
En 1469 tras la unión dinástica de Aragón y Castilla desapareció el peligro de frontera, por lo que también el castillo perdió la función militar.
El castillo de Caudete fue abandonado de forma paulatina a lo largo del siglo XVI, y en 1569 se confirma el estado de ruina.
El complejo quedó sin uso un largo periodo, hasta que en 1740 empezó a ser utilizado como cementerio parroquial de la cercana iglesia de Santa Catalina. Este uso se mantuvo hasta 1870, cuando el cementerio se trasladó. Tras otro periodo de abandono, en 1905 el lugar se acondicionó como jardín parroquial cubriéndose los nichos con tierras del cercano yacimiento iberorromano de El Real. 
El castillo mantuvo su uso como jardín durante la primera mitad del siglo XX, cuando de nuevo quedó abandonado y empezaron a construirse viviendas adosadas a las murallas.
En 1960 la Diócesis de Albacete se inmatriculó las ruinas del castillo, propiedad que mantiene en la actualidad, si bien se encuentra cedido al Ayuntamiento de Caudete hasta el año 2097.

### El Señorío de Caudete (1244- 1422)
Como se ha mencionado, el castillo sirvió como lugar de residencia y de ejercicio de poder de los señores de Caudete. El Señorío fue creado por orden de Alfonso X el Sabio el 12 de mayo de 1244 en beneficio de uno de los capitanes de su ejército, Sancho Sánchez de Mazuelo y su esposa María González, tras la firma del Tratado de Almizra. Este feudo, aparte de Caudete, contaba con las villas de Montealegre del Castillo, Ontur, Albatana y Peñas de San Pedro. Al poco de establecerse, Sánchez de Mazuelo intentó vender estas tierras a la Orden de Santiago, venta que resultó prohibida por el rey Alfonso. Finalmente, este primer señor sí pudo vender su feudo, pasando Peñas de San Pedro al Alfoz de Alcaraz. Caudete y el resto de plazas fueron compradas por Don Gregorio García, noble castellano oficial del ejército, alcaide del castillo de Almansa y cuñado de Jofré de Loaysa, que era ayo de la reina Violante, y su esposa Guiralda de Santa Fe en 1256. A principios de la centuria siguiente las plazas de Montealegre, Ontur y Albatana se integraron en el Marquesado de Villena. 
Don Gregorio fue sucedido como señor de Caudete por su hijo Joan Garcia, el cual en 1297 reconoció como señor al rey Jaime II de Aragón, pasando el feudo caudetano a formar parte del Reino de Valencia. Tras esto, en 1305 concedió la Carta Puebla al municipio, consiguiendo repoblarlo por cristianos. El señor Joan Garcia mantuvo una excelente relación con el marqués de Villena, llegando a residir en su corte y actuando como intermediario entre éste y el monarca aragonés.
El señor Joan Garcia fue sucedido por su hermano Pere Eiximenis, bajo cuyo mandato se confirma la consolidación de la población cristiana. Éste fue sucedido por Garcia Jofré, y éste por su hermano Joan Garcia II. Este último se cree que pudo ser religioso, por lo que murió sin descendencia y tras él finalizó la dinastía de los Garcia- Loaysa de Caudete. En este momento, el control del señorío recae sobre Garcia Jofré de Lisón, familiar emparentado con la rama principal de los Loaysa de Petrel. 
Garcia Jofré de Lisón fue el último señor de Caudete, pues éste en 1422 se vio obligado a vender su feudo al rey Alfonso V de Aragón, acuciado por sus deudas. De esta forma se pone fin al Señorío de Caudete, el cual pasa entonces a integrarse en el patrimonio real de los reyes de Aragón, situación que se mantendrá hasta 1707.

###### Señores de Caudete[10]
- Sancho Sánchez de Mazuelo (1244-1256)
- Gregorio García (1256-1305)
- Joan Garcia I (1305-1329)
- Pere Eiximenis (1329-1341)
- Garcia Jofré (1341-1376)
- Joan Garcia II (1376-1401)
- Garcia Jofré de Lisón (1401-1422)

## Descripción y características
Una característica de este castillo es el gran espacio que ocupa el alambor que se extiende a lo largo del parapeto meridional, destacando también los merlones. Actualmente se conservan treinta y cuatro merlones en buen estado, de forma cuadrangular, con remate en tejadillo a cuatro aguas. Dentro del castillo existen cuatro torres de mampostería. En la torre de Levante se observa un engrosamiento especial en la pared de más de un metro, ya que ésta es la torre que protegía el acceso al castillo. El perímetro del castillo es de planta poligonal y en total delimita una superficie de 1.800 m².

## Estado de conservación
En el año 2000 se inició un largo proceso de recuperación del castillo. En las dos primeras fases se restauraron las murallas de contención meridional y occidental que recubren el cerro en el que se levantó la fortaleza así como parte de la torre norte. 
En la actualidad, el proceso de recuperación continúa con campañas de excavación en el interior del recinto que se realizan de forma periódica. Estas excavaciones han permitido hallar las bases de las cuatro torres que jalonan los ángulos del espacio, el paso de ronda, un aljibe y la escalinata que daba acceso a la puerta principal, protegida por la que sería la torre del homenaje (o torre de Levante) además de múltiples nichos procedentes de su época como cementerio y parterres de cuando fue utilizado como jardín.Así, y gracias a las campañas arqueológicas, también se ha conseguido exentar la fortaleza salvo por cuatro viviendas que se mantienen anexas en la muralla septentrional.
En 2004 los alrededores del complejo se adecuaron mediante la apertura del callejón que une el castillo con la Plaza de la Iglesia y la construcción de un jardín de inspiración andalusí que ahora conforma el Parque de los Reyes Católicos.